# Music for Flute and Orchestra
Music for Flute and Orchestra (en español, Música para flauta y orquesta) es una obra del compositor catalán Leonardo Balada escrita en el año 2000. La Universidad Carnegie Mellon le encargó dicha obra, y la primera grabación de la obra, interpretada por la flautista Magdalena Martínez, se encuentra en el catálogo de Naxos. Se trata de un concierto con abundancia de elementos del folclore catalán.

## Estructura
La obra consta de dos movimientos, cada uno de ellos de aproximadamente 10 minutos de duración. No consta ningún título para los movimientos, con lo cual el título queda adoptado según el número del movimiento, a saber:
- I.
- II.

El primer movimiento es lento; la flauta presenta su línea melódica después de una breve introducción por parte de la orquesta. El segundo movimiento es un escrito para un solista virtuoso, enmarcado en una danza que toca la orquesta.